# Tảo chùm đen
Tảo chùm đen, tảo bàn chải đen hay tên không chính xác là rêu chùm đen, danh pháp Audouinella, là một chi phổ biến của tảo đỏ, môi trường sinh ống của các loài thuộc chi này là cả nước ngọt và nước mặn. Chúng phát triển thành búi có màu đỏ, hoặc nâu. Ngoài ra, chúng có thể phát triển thành dạng sợi, bám lên bất kì bề mặt cứng nào (giống như tóc). Hình dạng này phát triển nhiều ở trong môi trường nước ngọt. Sức sống của chúng mạnh, có thể chịu được mức độ ô nhiễm môi trường và a-xít cao. Bên cạnh đó, loài tảo thuộc chi này phát triển rất nhanh trong môi trường có nhiều phosphat và nitrat hòa tan. Hình thức sinh sản của chúng là bào tử.
Do hình dạng của chúng tương tự như tảo bàn chải đen (black brush algae) nên nó là một mối phiền toái đặc biệt trong hồ thủy sinh do ít cá và thậm chí là có cả những loài cá ăn tảo. Trong hệ sinh thái tự nhiên, những loài gây hại trong hồ thủy sinh kể trên chỉ được tìm thấy ở những vùng nước sạch, chưa bị ô nhiễm.
Các nhà nghiên cứu đã thực hiện một thi nghiệm về sự nảy mầm và phát triển của chúng bằng cách sử dụng phân bón NO3 và PO4. Kết quả của việc quan sát trong mười ngày là âm tính. Chúng có thể xuất hiện khi độ tập trung CO2 bị giới lại lại một khu vực và thay đổi.
Jean Baptiste Bory de Saint-Vincent đã đặt tên chi này theo tên của người cùng sửa chữa cuốn Dictionnaire Classique d'Histoire Naturelle Jean Victoire Audouin nhằm mục đích tôn vinh ông.